# Municipio de Warren (condado de Clark)
El municipio de Warren (en inglés: Warren Township) es un municipio ubicado en el condado de Clark en el estado estadounidense de Dakota del Sur. En el año 2010 tenía una población de 38 habitantes y una densidad poblacional de 0,42 personas por km².

## Geografía
El municipio de Warren se encuentra ubicado en las coordenadas 45°6′32″N 97°55′23″O / 45.10889, -97.92306. Según la Oficina del Censo de los Estados Unidos, el municipio tiene una superficie total de 91.44 km², de la cual 90,75 km² corresponden a tierra firme y (0,75 %) 0,69 km² es agua.

## Demografía
Según el censo de 2010, había 38 personas residiendo en el municipio de Warren. La densidad de población era de 0,42 hab./km². De los 38 habitantes, el municipio de Warren estaba compuesto por el 100 % blancos. Del total de la población el 0 % eran hispanos o latinos de cualquier raza.